# Kurt Wolf (Verwaltungsjurist)
Kurt Wolf (* 7. August 1899 in Landau in der Pfalz; † 14. Februar 1975 in Gräfelfing) war ein deutscher Verwaltungsjurist.

## Leben
Wolf war ein Sohn des Oberamtsrichters Theodor Wolf und dessen Ehefrau Franziska, geb. Heddäus. Er studierte Rechts- und Staatswissenschaften an den Universitäten Würzburg, München, Erlangen und Tübingen und wurde 1921 in Tübingen bei Robert Wilbrandt mit einer Arbeit über Die naturwirtschaftlichen Erscheinungen in der deutschen Volkswirtschaft während des Krieges und nach dem Kriege zum Dr. sc. pol. promoviert.
Nach dem zweiten juristischen Staatsexamen wurde Wolf 1924 als Regierungsassessor in der Pfalz in den bayerischen Verwaltungsdienst übernommen. Von 1927 bis 1931 wurde er im Reichswirtschaftsministerium in Berlin beschäftigt. 1931 wurde er Bezirksamtmann in Neustadt an der Hardt. Schon 1932 wechselte er in die neugegründete Bankenaufsichtsbehörde in Berlin (später Reichsaufsichtsamt für das Kreditwesen). 1927 wurde er dort zum Ministerialrat ernannt. 1944 schied er aus dem Amt aus.
Von 1947 bis 1950 war Wolf Leiter des Referats Gemeindefinanzen und Sparkassenaufsicht im bayerischen Innenministerium. 1950 wurde er geschäftsführender Direktor der Bayerischen Gemeindebank mit dem Titel Präsident. 1969 trat er in den Ruhestand.

## Auszeichnungen
- Bayerischer Verdienstorden (1962)
- Großes Verdienstkreuz des Verdienstordens der Bundesrepublik Deutschland (1964)
- Kommunale Verdienstmedaille in Gold des bayerischen Innenministeriums